# طبال مزدوج شمالي
طبال مزدوج شمالي (بالإنجليزية: northern double drummer)‏ هو زيز أسترالي موطنه في كوينزلاند في الإقليم الشمالي وشمال أستراليا الغربية.
وصف وليام لوكاس دستنت الطبال المزدوج الشمالي في عام 1892، ولكنه وضع بشكلٍ خاطئ بأنهُ نمطٌ محليٌ في سيدني.

## الوصف
يكون الطبال المزدوج أكبر وأغمق عمومًا من الطبال المزدوج الشمالي، حيث يمتلك الطبال المزدوج الشمالي شريطًا أبيضًا على بطنه، أما الطبال المزودج فيمتلك علاماتٍ سوداء على الحافة الأمامية للأجنحة الأمامية الممتدة خلف الخلية القاعدية (المنطقة القريبة من نقطة الالتقاء مع الصدر).